# Bernhard Pfister (Wirtschaftswissenschaftler)
Bernhard Pfister (* 8. Oktober 1900 in Bütthard; † 2. April 1987 in Icking) war ein deutscher Wirtschaftswissenschaftler.

## Leben
Er studierte in Würzburg, Freiburg im Breisgau und Köln Nationalökonomie. Nach der Promotion am 8. März 1928 an der Universität Freiburg im Breisgau und der Habilitation 1930 ebenda forschte er als Researchfellow der Rockefeller Foundation an die Universitäten Cambridge und London. Von 1932 bis 1939 lehrte er in Freiburg und trat zum 1. April 1940 der NSDAP bei. Er wurde – während einer Studienreise in Südwestafrika – bei Kriegsausbruch bis 1944 in Südafrika interniert. 
Unmittelbar nach Kriegsende wurde er als außerordentlicher Professor für Volkswirtschaftslehre und Sozialpolitik in Hamburg und dort 1948 zum ordentlichen Professor ernannt. Von 1949 bis 1968 war er Nachfolger Adolf Webers als Ordinarius für Nationalökonomie und Finanzwissenschaft an der Universität München.

## Schriften (Auswahl)
- Die Entwicklung zum Idealtypus. Eine methodologische Untersuchung über das Verhältnis von Theorie und Geschichte bei Menger, Schmoller und Max Weber. Tübingen 1928, OCLC 631437682.
- England und die deutsche Kolonialfrage. Die britische Kolonialdiskussion. Tübingen 1939, OCLC 602053251.
- mit Elisabeth Liefmann-Keil: Die wirtschaftliche Verarmung Deutschlands. Verarmungsprozess oder Aufbau? Gutachten. Freiburg im Breisgau 1947, OCLC 254389448.
- Aus Geschichte und Gegenwart. Betrachtungen eines Nationalökonomen. Berlin 1977, ISBN 3-428-03883-5.